# BR-Klasse 40
Die Klasse 40 von British Rail (BR), ursprünglich Klasse D20/1 und von 1962 bis 1973 Klasse 20/3, auch unter dem Namen Whistler bekannt, ist eine Baureihe dieselelektrischer Schnellzuglokomotiven, die von 1958 bis 1962 bei English Electric und Robert Stephenson and Hawthorns in England gebaut wurde.

## Geschichte
Seit den 1940er Jahren arbeiteten die British Railways zusammen mit verschiedenen britischen Lokomotivfabriken an der Entwicklung leistungsstarker Diesellokomotiven, um im schweren Güter- und Schnellzugverkehr zahlreiche Dampflokomotiven abzulösen. In den Jahren 1947 und 1948 entstand die Klasse D16/1 mit zwei Prototypen, 1950 und 1954 folgte die D16/2 in drei Exemplaren. In enger Anlehnung an die 1954 gebaute Lokomotive 10 203 entstand zwischen März und September 1958 eine Vorserie von zehn Maschinen der Klasse 40 (damals als English Electric Typ 4 bezeichnet) mit den Nummern D200 bis D209.
Schon bei anfänglichen Testfahrten stellte sich heraus, dass die Lokomotiven im Verhältnis zu ihrem hohen Gewicht eine zu geringe Leistung hatten, bei der Beförderung von Schnellzügen kaum Vorteile gegenüber den neuen Dampflokomotiven der BR-Standardklasse 7 „Britannia“ zeigten, mit schweren Zügen nicht die vorgesehenen Geschwindigkeiten über längere Zeit halten konnten und somit ungeeignet und zu teuer waren. Während die Verwaltung der östlichen Strecken der British Railways daher die Bestellung weiterer Maschinen der Class 40 strikt ablehnte und in den Folgejahren die deutlich leistungsfähigeren Deltics (spätere Class 55) einführte, war die London Midland Region den neuen Diesellokomotiven durchaus zugeneigt, da ihr Fahrzeugpark stark veraltet und die Strecken in einem schlechten Zustand waren.
Trotz des bescheidenen Erfolgs bestellten die British Railways bald darauf weitere 190 Lokomotiven des Typs, die zwischen Mai 1959 und September 1962 geliefert und als D210 bis D399 nummeriert wurden. Die Serien D200 bis D209, D210 bis D304 und D325 bis D399 wurden von English Electric bei Vulcan Foundry gebaut, während die deutlich kleinere Serie D305 bis D324 bei Robert Stephenson and Hawthorns entstand. Die Loks D210 bis D235 erhielten Namen von Schiffen der Unternehmen Cunard Line, Elder Dempster Lines und Canadian Pacific Steamships, da sie Schnellzüge nach Liverpool, dem Heimathafen dieser Gesellschaften, beförderten.
Die Lokomotiven waren zur Auslieferung dunkelgrün mit grauem Dach, roten Pufferträgern und schwarzem Fahrwerk lackiert. Bald wurde an den Stirnseiten eine halbhohe Warnfläche in einem kräftigen Gelb hinzugefügt, später wurde die gesamte Stirnwand in diesem Gelbton lackiert.
Die insgesamt 200 Loks der Klasse 40 waren vorwiegend in Nordengland und Schottland im Einsatz. Durch Sondereinsätze kamen sie aber selten auch in südliche und südwestliche Gebiete. Bereits ab den mittleren 1960er Jahren wurden die Maschinen allmählich im hochrangigen Schnellzugverkehr von den Klassen 47, 50 und 55 abgelöst und in alltägliche Dienste verdrängt. Seitdem arbeiteten sie im schweren Güter- und Personenverkehr.
Im Jahr 1966 begann die British Rail, die Lokomotiven im neuen blau-gelben Farbschema zu lackieren. Bei diesem waren Seitenwände und Dach dunkelblau, das Fahrwerk schwarz und die Frontpartien gelb.
Von 1969 bis 1977 wurden einige Vertreter der Klasse 40 regelmäßig vor dem britischen Hofzug Royal Train eingesetzt.
Von September 1973 bis September 1974 erhielten die Lokomotiven eine computergerechte Nummer zur Aufnahme in das Fahrzeugverwaltungssystem TOPS der British Rail. Auf die Baureihennummer 40 folgte die dreistellige Ordnungsnummer, die bis auf eine Ausnahme von der alten abgeleitet war. Da die Computernummerierung immer mit 001 und nicht mit 000 begann, wurde die D200 zur 40122, denn die D322 war bereits 1967 infolge eines Unfalls ausgemustert worden. Alle anderen Maschinen von D201 bis D399 wurden in 40001 bis 40199 umgezeichnet. Somit wurde beispielsweise die D280 zur 40080, die D333 zur 40133 und die D371 zur 40171.
Bei Eisenbahnern und Eisenbahnfreunden war die Klasse 40 unter dem Spitznamen Whistler bekannt, der auf das unverwechselbare pfeifende Geräusch der Abgasturbolader anspielte.
Da die British Rail die Lokomotiven als untermotorisiert ansah und aufgrund der fehlenden elektrischen Zugheizung ihr Einsatzgebiet mit der Einführung neuer Reisezugwagen weiter schrumpfte, wurden sie von 1976 bis 1985 regulär ausgemustert und von 1976 bis 1988 in den Crewe Works, Doncaster Works und Swindon Works zu großen Teilen verschrottet. Nach der Ausmusterung kehrten die Lokomotiven 40012, 40060, 40118 und 40135 vorübergehend in den Bauzugdienst im Bahnhof Crewe zurück, wofür sie als 97407, 97405, 97408 und 97406 nummeriert wurden. Zusammen mit der wieder aufgearbeiteten und dunkelgrün lackierten 40122 waren sie die letzten bis 1988 endgültig ausgemusterten Maschinen der Klasse 40. Nur sieben der einst 200 Lokomotiven der Class 40 blieben in Eisenbahnmuseen erhalten.

### Unfälle
- Am 3. Juni 1962 entgleiste ein von D244 geführter Nachtzug in Lincoln aufgrund einer starken Überschreitung der Streckenhöchstgeschwindigkeit. Dabei starben drei Menschen, dreißig weitere wurden verletzt. Die Lokomotive blieb auf den Gleisen und wurde nur leicht beschädigt.
- Am 26. Dezember 1962 lief ein von D215 gezogener Schnellzug in Crewe auf das Heck eines anderen Reisezuges auf, wobei 18 Menschen starben und 34 verletzt wurden.
- Am 7. Mai 1965 fuhr die D350 mit einem Postzug bei Newton Aycliffe in die Trümmer eines entgleisten Güterzuges. Erst am 16. Mai konnte die Lokomotive geborgen werden.
- Am 13. Mai 1966 beförderte die D322 einen Schnellzug, der nahe Acton Bridge mit dem nach einer Zugtrennung zurückgebliebenen Teil eines Güterzuges kollidierte. Dabei wurden Lokführer und Beimann getötet. Die Lokomotive wurde so schwer beschädigt, dass sie im September 1967 ausgemustert und verschrottet werden musste.
- Am 14. August 1966 entgleiste ein von D311 geführter Reisezug, als er in Sanquhar in einen Erdrutsch fuhr.
- Am 27. August 1970 stießen die Lokomotiven D363 und D368 aufgrund des Überfahrens haltzeigender Signale im dichten Morgennebel nahe Edinburgh frontal zusammen und wurden dabei schwer beschädigt.[13][14]
- Am 6. August 1975 zog die Lokomotive 40189 (D389) einen Güterzug, dessen Bremskraft zu gering war, sodass er an der Weaver Junction mit einem anderen Güterzug kollidierte.
- Am 26. Oktober 1975 fuhr die Lokomotive 40111 (D311) zum Bahnhof Lunan (Angus), um einen liegengebliebenen Schnellzug abzuschleppen. Dort kam sie jedoch nicht rechtzeitig zum Stehen und fuhr mit einer Geschwindigkeit von 40 km/h auf das Ende des stehenden Zuges auf. Dabei gab es einen Toten und elf Verletzte.
- Am 24. Dezember 1977 versagte das Bremssystem der 40164 (D364), weshalb diese im Bahnhof Glasgow Queen Street auf abgestellte Reisezugwagen auffuhr und einen Prellbock durchbrach.
- Im September 1978 beförderte die 40044 (D244) einen Güterzug, der in Chinley an einer Schutzweiche entgleiste.[15]

### Unglückslokomotive D326
Im August 1963 beförderte die Lokomotive D326 den Geldzug, der beim berüchtigten Postzugraub in Ledburn überfallen und ausgeraubt wurde. Im August 1964 kam ein Lokführer beim Fensterputzen durch einen Stromschlag aus der Oberleitung ums Leben. Im August 1965 versagte die Bremseinrichtung eines von der D326 gezogenen Bauzuges, weshalb dieser im Bahnhof Birmingham New Street mit einem Güterzug kollidierte. Einige Lokomotivführer glaubten daher, die Lokomotive sei verhext und weigerten sich, sie zu fahren. Nach der Ausmusterung der nun als 40126 bezeichneten Maschine im Februar 1984 wurde sie aufgrund ihrer bemerkenswerten Geschichte dem National Railway Museum in York angeboten, welches das Angebot jedoch ablehnte. Daraufhin wurde sie im April 1984 in Doncaster verschrottet.

## Technik
Die Lokomotiven besitzen einen aus Stahlprofilen und -blechen geschweißten Grundrahmen. Die Seitenwände und das Dach des Lokkastens bestehen ebenfalls aus Stahlblechen. Vor beiden Führerhäusern befindet sich ein Vorbau.
Die Lokomotiven D200 bis D324 wurden mit Übergangstüren und Zuggattungstafeln gebaut, die Loks D325 bis D344 bekamen geteilte Zugnummernanzeiger seitlich der Übergangstüren, die Serie D345 bis D399 besaß mittige Zugnummernanzeiger, wobei die Übergangstüren entfielen. Letztere Bauform wurde 1965 bei den Maschinen D260 bis D266 der Ursprungsbauform nachgerüstet. In den letzten Einsatzjahren wurden bei einigen Fahrzeugen der ersten Ausführung die Zuggattungstafeln entfernt.
Der Rahmen liegt über seitliche geschmierte Segmentlager auf zwei sehr langen ungewöhnlichen Drehgestellen ohne Drehzapfen auf. Diese besitzen einen Blechrahmen mit drei Treibradsätzen und einem vorauslaufenden, seitlich verschiebbaren Laufradsatz zur Reduzierung der Achslast und zur Führung des Drehgestells. Unebenheiten des Fahrwegs werden ausschließlich von den Blattfedern der Achsen ausgeglichen, welche wiederum von Schraubenfedern gestützt werden. Der Lokomotivrahmen liegt dicht über dem Drehgestellrahmen und ist nicht gegen diesen abgefedert. Die Zug- und Stoßeinrichtungen werden vom Drehgestellrahmen aufgenommen.
Die Vorbauten beinhalten jeweils einen Fahrmotorlüfter sowie Druckluft- und Vakuumvorratsbehälter der Brems- und Steuerungssysteme. Hinter dem ersten Führerstand befindet sich der Dieselkraftstofftank mit einem Fassungsvermögen von 3230 Litern. Dahinter folgt die Kühlanlage mit einem vom Dieselmotor mechanisch angetriebenen Kühlerlüfter auf dem Dach. Hinter dieser ist die Antriebseinheit, bestehend aus dem Dieselmotor und dem Hauptgenerator, angeordnet. Die Klasse 40 besitzt einen Dieselmotor des Typs English Electric 16SVT Mark II. Dieser ist ein wassergekühlter Sechzehnzylinder-V-Motor, arbeitet nach dem Viertaktprinzip und erreicht bei einer Drehzahl von 850 Umdrehungen pro Minute eine Leistung von 1490 kW (2030 PS). Die Zylinder haben einen Innendurchmesser von 254 mm und einen Kolbenhub von 305 mm. Daraus ergibt sich ein Hubraum von gut 15 Litern pro Zylinder und 247 Litern des gesamten Motors. Der Motor arbeitet in Verbindung mit Abgasturboladern, die ein einzigartiges pfeifendes Geräusch erzeugen. Der vom Dieselmotor angetriebene Gleichstrom-Hauptgenerator English Electric EE 822 mit einer Leistung von 1310 kW bei einer Spannung von 730 Volt versorgt die sechs elektrischen Gleichstromfahrmotoren des Typs English Electric EE 526-5D mit einer Leistung von 180 kW bei 300 Volt. Der Hilfsgenerator versorgt das Bordnetz für die fahrzeugeigenen Verbraucher wie Pumpen, Lüfter und Lampen. Hinter dem Antriebsblock befinden sich neben anderen Hilfsbetrieben auch der Hauptschaltschrank sowie der Dampfheizkessel mit einer verfügbaren Dampfmenge von 1250 Kilogramm pro Stunde. Unter dem Lokkasten zwischen den Drehgestellen befindet sich der Vorratsbehälter der Dampfheizung mit einem Speisewasservorrat von 3640 Litern, der während der Fahrt aus dem Gleistrog betankt werden konnte und bei einigen Maschinen später entfernt wurde.
Das Fahrzeug kann mit der direkt wirkenden Druckluftbremse, der später häufig nachgerüsteten indirekt wirkenden Druckluftbremse, der Saugluftbremse und einer Handbremse gebremst werden.
Alle notwendigen Funktionen der Lokomotive können über die elektropneumatische Doppeltraktionssteuerung ferngesteuert werden. Die Lokomotiven können eine Anfahrzugkraft von 230 kN aufbringen und erreichen eine Höchstgeschwindigkeit von 145 km/h (90 mph).

## Erhaltene Fahrzeuge
| Ursprüngliche Bezeichnung | TOPS-Bezeichnung | Indienststellung | Ausmusterung | Verbleib |
| ------------------------- | ---------------- | ---------------- | ------------ | --- |
| D200                      | 40122            | 14.03.1958       | 23.08.1981   | wieder eingesetzt ab Juli 1983 nach Restaurierung; endgültig ausgemustert im April 1988; erhalten im National Railway Museum    |
| D212                      | 40012            | 25.05.1959       | 08.02.1985   | wieder eingesetzt als 97407 ab dem 20.05.1985; endgültig ausgemustert am 04.04.1986; erhalten bei der Midland Railway Butterley |
| D213                      | 40013            | 01.06.1959       | 18.10.1984   | erhalten im Crewe Diesel Depot                                                                                                  |
| D288                      | 40088            | 08.08.1960       | 14.02.1982   | zerlegt am xx.11.1988 in den Crewe Works; Vorbau und Führerstand erhalten bei der Llanelli and Mynydd Mawr Railway              |
| D306                      | 40106            | 13.10.1960       | 21.04.1983   | erhalten bei East Lancashire Railway                                                                                            |
| D318                      | 40118            | 20.02.1961       | 01.02.1985   | wieder eingesetzt als 97408 am 20.05.1985; endgültig ausgemustert am 26.02.1986; erhalten bei der Battlefield Line Railway      |
| D335                      | 40135            | 10.03.1961       | 22.01.1985   | wieder eingesetzt als 97406 am 01.05.1985; endgültig ausgemustert am 16.12.1986; erhalten bei der East Lancashire Railway       |
| D345                      | 40145            | 17.05.1961       | 10.06.1983   | erhalten bei der East Lancashire Railway                                                                                        |
| Quellen:                  |                  |                  |              | |

## Fotos

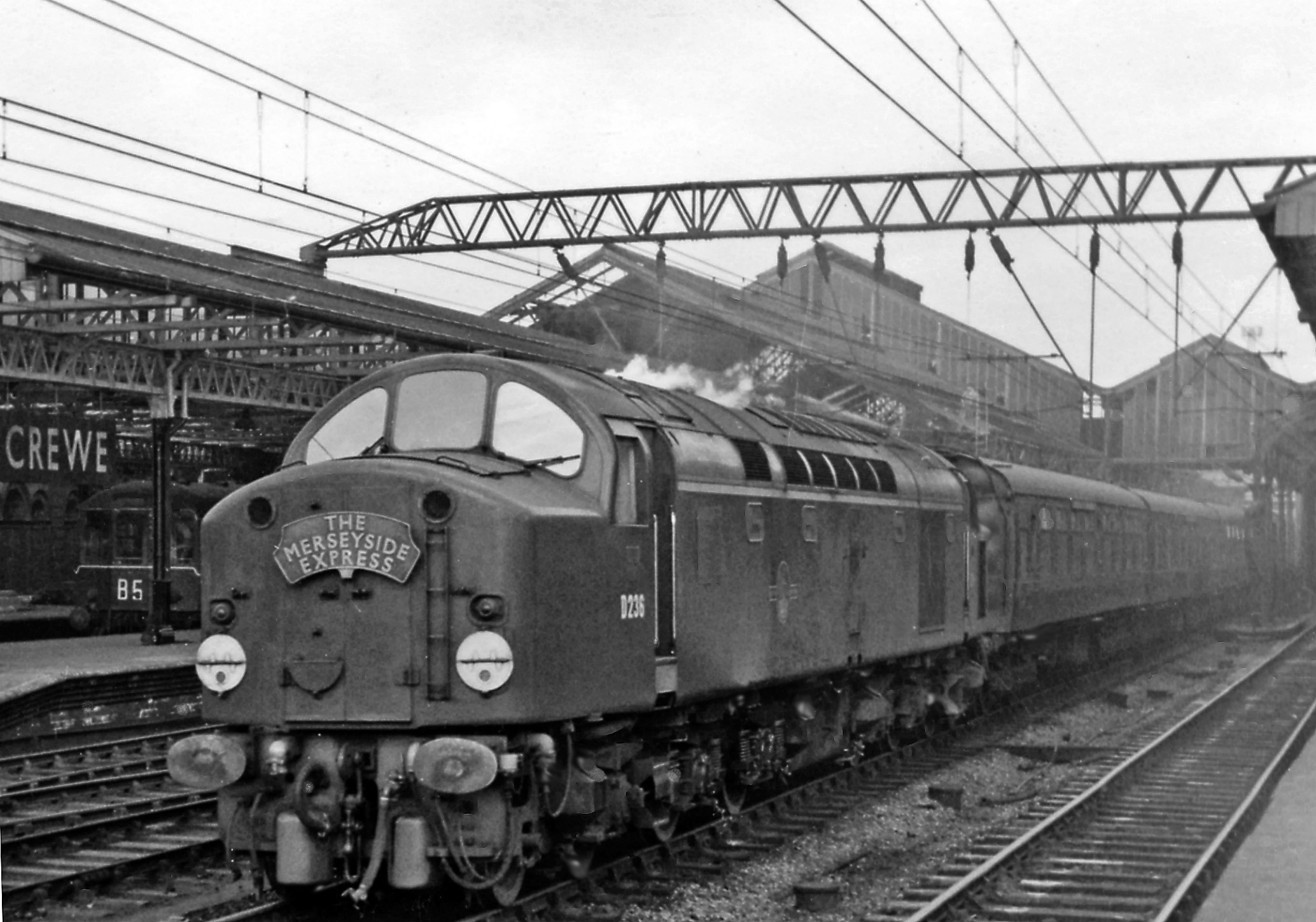
D236 in Crewe (April 1960)
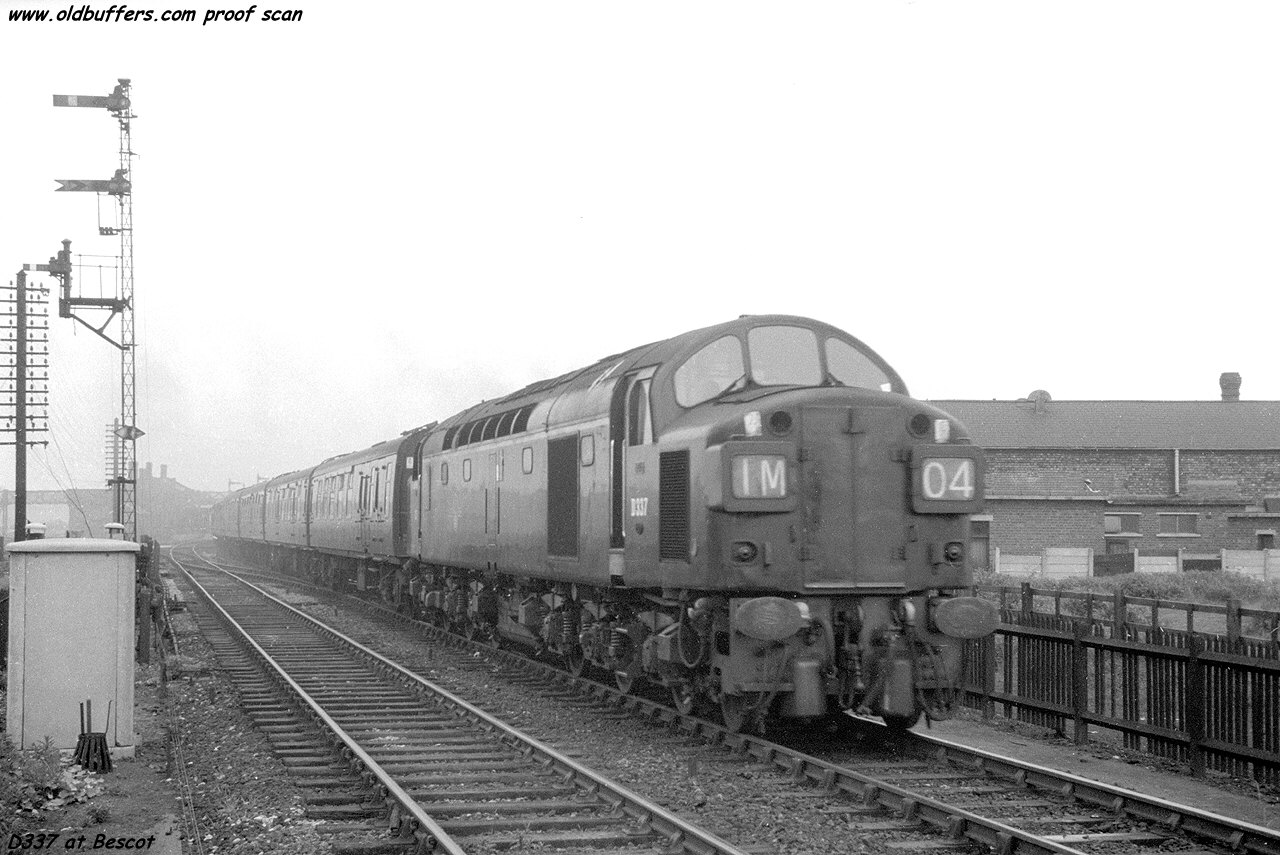
D337 in Bescot (um 1960)
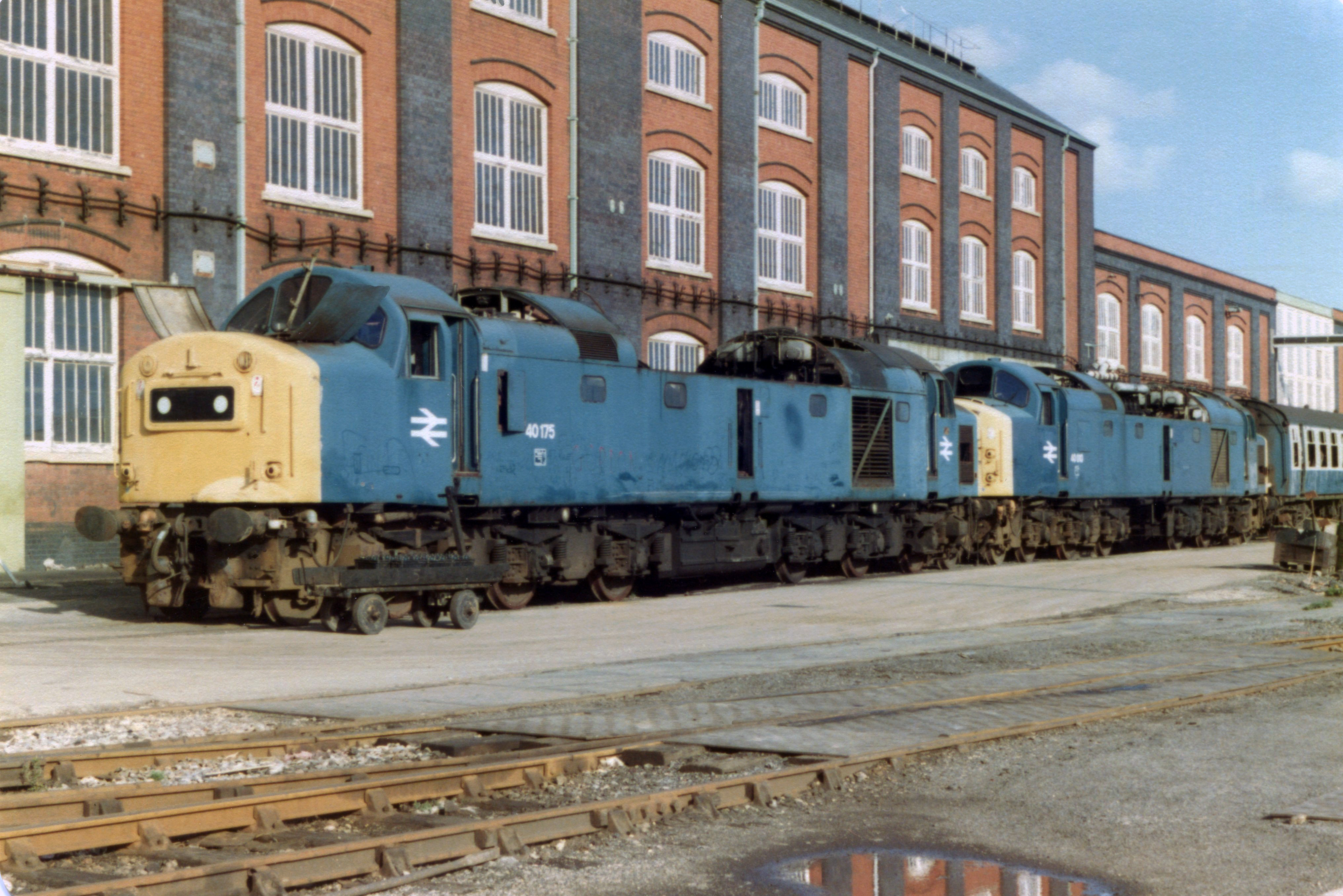
Ausgemusterte 40175 (D375) in den Swindon Works (Oktober 1982)
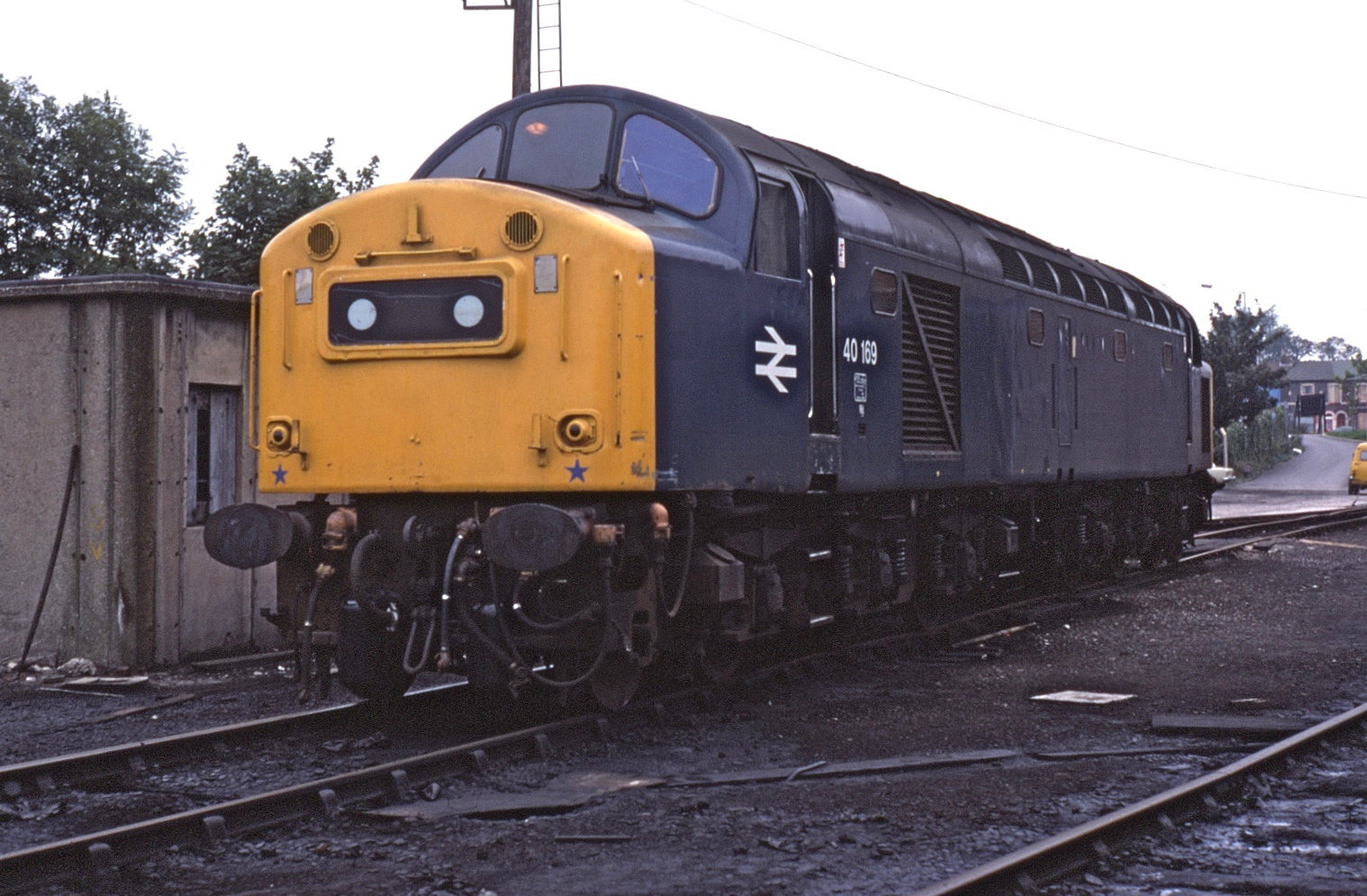
40169 (D369) in Birkenhead (September 1983)
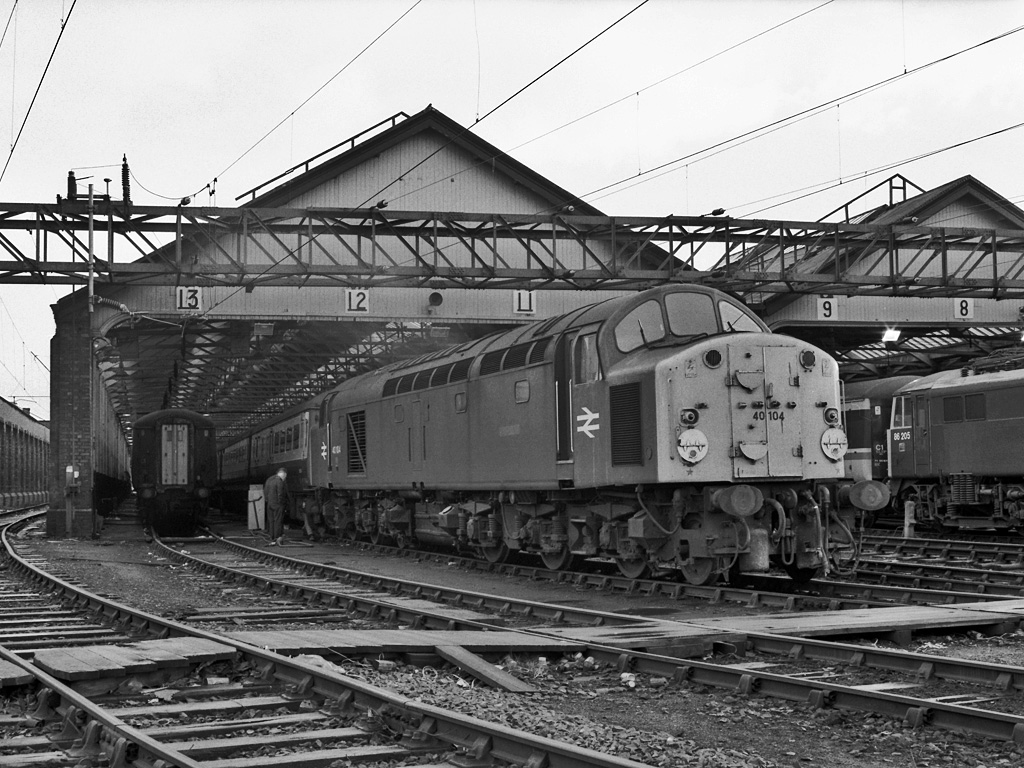
40104 (D304) in Longsight (Januar 1984)
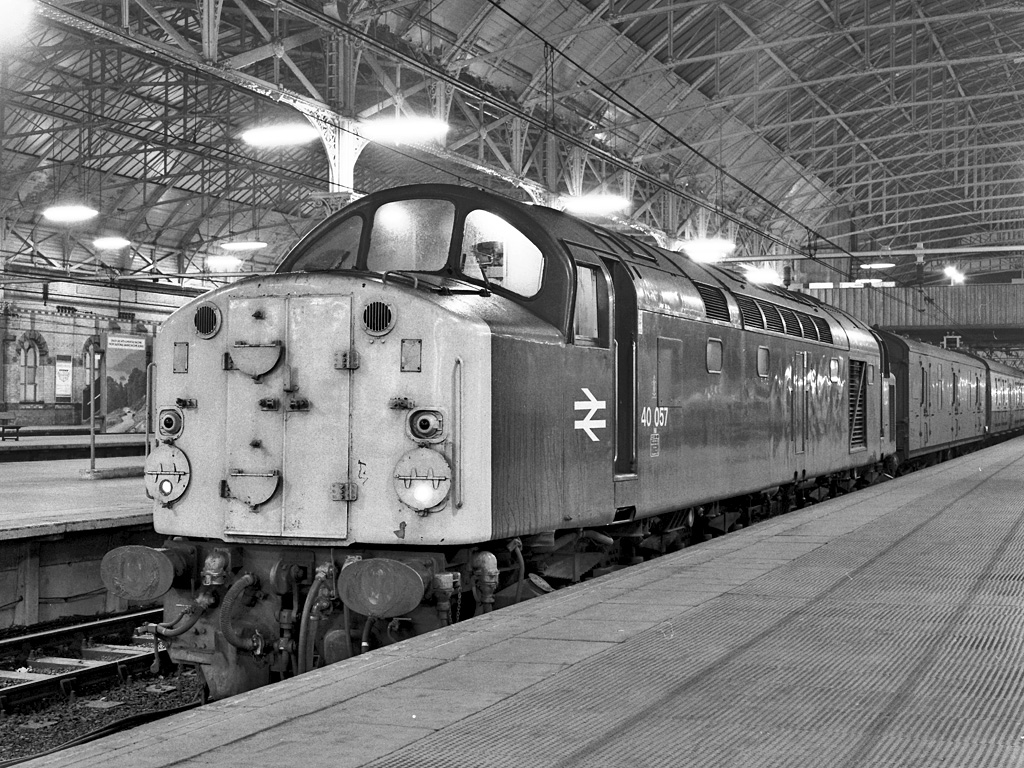
40057 (D257) in Manchester Piccadilly (März 1984)
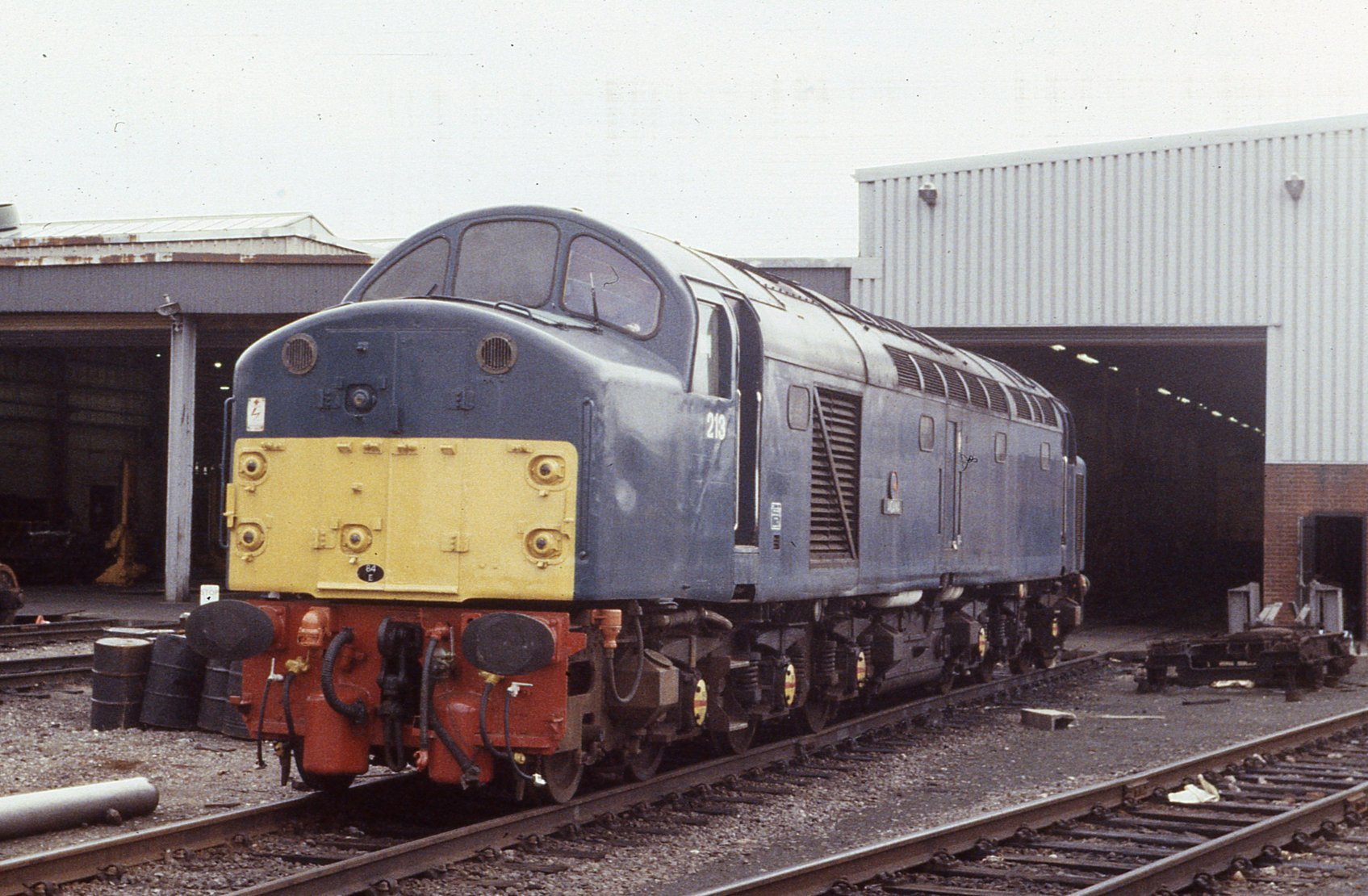
D213 „Andania“ in Crewe (1987)
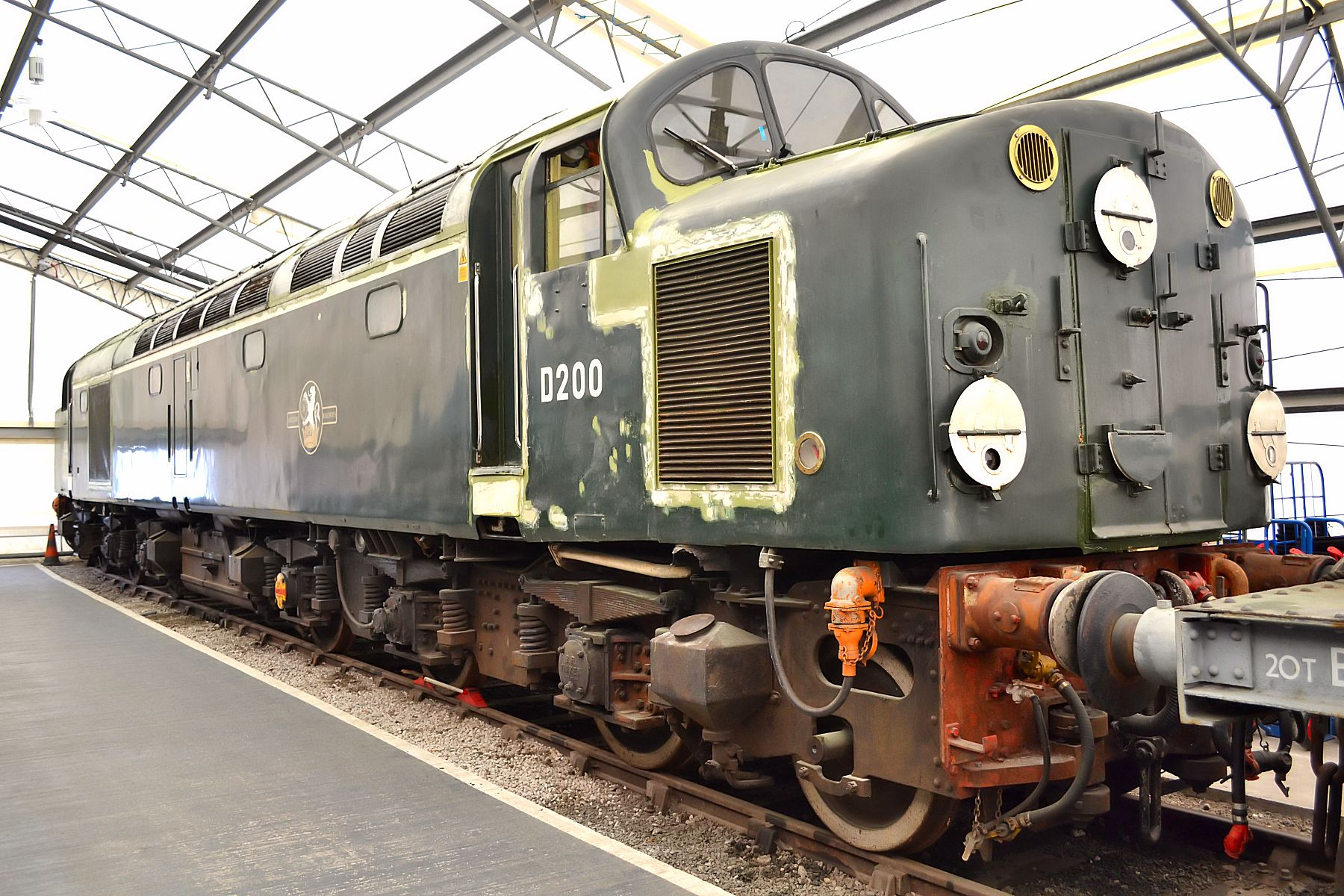
D200 im National Railway Museum in York (Juni 2014)